# 甘肃北山
甘肃北山又称走廊北山，由西至東包括马鬃山、合黎山和龙首山等，由一系列雁行状山脉组成。东西长1000多公里，海拔在1000-3600米。地理范围东起内蒙古自治区西部的弱水西岸，西南至新疆罗布泊洼地东缘，南起疏勒河北岸，北达中蒙边境。面积8.8万平方公里。气候干燥，在长期风化和洪积的作用下，山体剥蚀表面呈现碎砾石状，部分山体已准平原化。
北山与祁连山（南山）遥遥相对，将河西走廊夹于其间。

## 马鬃山
走廊北山西段。

## 合黎山
合黎山在甘肃省张掖市北部，走廊北山中段。沿西北东南向呈带状分布。山间较为平坦。最高峰东大山，海拔3633米，同时为走廊北山的最高峰。河西走廊方向的南坡较陡，风化作用显著，为剥蚀中山，山体低矮，岩石裸露。阴坡较为平缓，受海拔和气候影响，植被垂直分布。自山顶至海拔3200米为高山草甸及灌木丛，2700-3200分布有云杉森林，东大山是张掖市唯一的自然森林区，列为甘肃省自然森林保护区。2700米以下为山地荒漠草原带。较平缓的黄土丘陵一直延伸至巴丹吉林沙漠。

## 龙首山
龙首山位于甘肃省张掖市山丹县到金昌市，走廊北山东段。